# Lester B. Pearson
Lester Bowles "Mike" Pearson, född 23 april 1897 i Newtonbrook i Toronto i Ontario, död 27 december 1972 i Ottawa, var en kanadensisk diplomat och politiker, partiledare för Liberal Party 1958–1968 och Kanadas premiärminister från 1963 till 1968.
Pearson var även landets utrikesminister från 1948 till 1957. Han representerade Kanada i FN och var ordförande i generalförsamlingen 1952–1953. Han belönades med Nobels fredspris 1957 för sin roll i Suezkrisen. FN:s fredsbevarande styrkor är hans skapelse.

## Biografi
Pearson var son till en metodistpastor och flyttade med pappans arbete mellan olika församlingar i provinsen Ontario. Han påbörjade studier i historia vid University of Toronto, men vid första världskrigets utbrott tog han värvning i Kanadas armé som sjukvårdare (Canadian Army Medical Corps). 1915 tjänstgjorde han vid fronten i Grekland. Efter två år förflyttades Pearson till Royal Flying Corps men den militära karriären tog ett hastigt slut då han blev påkörd av en buss i London och skickades hem till Kanada som krigsinvalid.
Pearson var en duktig student och tog 1919 sin bachelorexamen och fick ett stipendium från Massey Foundation för att studera vid Oxfords universitet. Han studerade mellan 1921 och 1923 vid St John's College, Oxford där han tog en ytterligare en bachelorexamen och en masterexamen i historia. Åter i Kanada anställdes han som lektor i historia vid University of Toronto.
1927 tog han anställning i Kanadas utrikesdepartement. Han var stationerad vid Kanadas diplomatiska representation i Storbritannien (engelska: High Commission of Canada in the United Kingdom) från 1935 till 1941 (samväldesriken benämner emellertid inte en ambassad i ett annat samväldesrike för ambassad). 1942 skickades han som andreman till ambassaden i Washington, D.C. och 1945 utsågs Pearson till Kanadas ambassadör i USA. 1946 kallades han åter till Ottawa av premiärminister Mackenzie King och kom därefter primärt att arbeta med Kanadas relationer till sina två viktigaste allierade, USA och Storbritannien.
1948 utsågs Pearson till Kanadas utrikesminister. Han belönades med Nobels fredspris 1957 för sin roll i Suezkrisen.
Pearson efterträdde 1963 den brittiskvänliga premiärministern John Diefenbaker och vidtog snabbt en rad åtgärder i syfte att minska beroendet av Storbritannien och tillmötesgå den franskspråkiga befolkningen bland annat genom att lägga grunden till Kanadas flagga med det röda lönnlövet 1965. Han gjorde också franskan till ett officiellt språk jämställt med engelskan. Samtidigt ökade han det bilaterala samarbetet med USA och tillät genom ett avtal 1963 amerikanska kärnvapenbaser i Kanada.

## Eftermäle

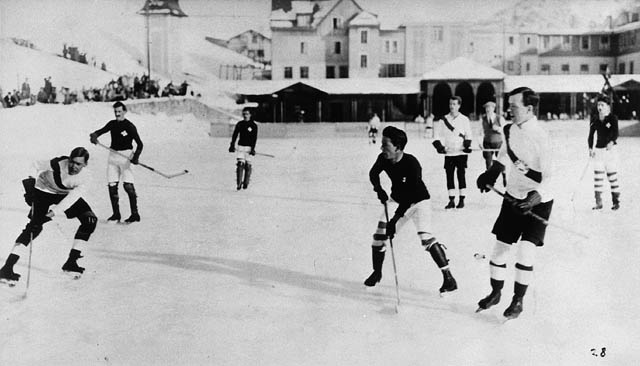
Lester B. Pearson spelar ishockey i Europa; Oxford University IHC mot schweiziska landslaget, 1922. Lester Pearson framme till höger. Han kallades av schweizarna 'Herr Zig-Zag'.

Han var också i sin ungdom ishockeyspelare. NHL-utmärkelsen Lester B. Pearson Award är uppkallad efter honom.
Torontos internationella flygplats är från 1984 uppkallad efter honom. I tv-programmet The Greatest Canadian som sändes på CBC under 2004 röstades Pearson fram till nummer 6.